# Nakon
Nakon ali  Nako je bil knez/vojvoda Obodritov, ki je skupaj z bratom Stojgnevom vodil upor slovanske plemenske zveze proti Germanom, še posebej proti Hermanu Billungu, vojvodi Saške, * ni znano, † okoli 966.

## Biografija
Nakon je prvič omenjen v Dejanjih Sasov Widukinda iz Corveya kot eden od voditeljev množičnega upora Slovanov proti Sasom Otona I. Velikega.
Po smrti drugega obodritskega kneza, Stojgneva, po nemškem kronistu Thietmarju Merseburškem domnevno Nakonovega brata,  je Nakon leta 955 začel vladati kot samostojen vladar.
Po smrti kralja Henrika I. Ptičarja  leta 936 je mejni grof Gero skupaj s predstavnikom slavne saške rodbine Hermannom Billungom, glavnin podpornikom cesarja Otona I. na vzhodu Nemčije, začel vojaški pohod, da bi zlomil odpor Slovanov ter dokončal njihovega podjarmljenje in pokristjanjevanje.
Nastal je množični upor, v katerem so še posebej dejavno sodelovali opogumljeni podložniki mejnega grofa Hermanna Billunga. Uporniki so izkoristili kritičen položaj, v katerem se je znašel Oton I. zaradi upora več vojvod, nezadovoljnih z njegovo centralistično politiko, in ponovnih plenilskih pohodov Madžarov. Vihman Mlajši in Ekbert Enooki, sinova Vihmana Starejšega, ki je umrl leta 944, nezadovoljna s svojim stricem Hermannom Billungom, sta proti njemu sklenila zavezništvo s Nakonom in Stojgnevom. V začetku leta 955 je mejni grof začel pohod proti Obodritom, ki mu je spodletel. Vidikund je ob tem zapisal: "Ko so ubili do štirideset vojakov in pobrali oklepe ubitih, so se Nemci umaknili". 
Aprila 955 so uporniki  na spodbudo Vihmana Mlajšega vdrli na Saško. Billungove nemška čete se jim niso mogle upreti. Uporniki so zasedli neznano saško mesto, ki ga je kronist imenoval Kokarescemius, vendar njegova lokacija ni znana. Vojaško posadko so uničili, ženske in otroke pa odpeljali v ujetništvo. Razmere so se še poslabšale, ko je nemški odred pod poveljstvom grofa Dietricha, ki je vdrl na slovansko ozemlje, zabredel v močvirje, v katerem se po Vidukindovem pisanju "ni bilo mogoče niti boriti niti bežati". Ubitih je bilo 50 težkih konjenikov. Ti vojaški uspehi so opogumljeno ljudstvo leta 955 spodbudili k množičnemu uporu, kateremu so se pridružili tudi Vislani.
16. oktobra 955 je na ozemlju Obodritov blizu reke Raxe potekala bitka, ki se je končala z brutalnim porazom Slovanov. Njihov vodja, knez Stojgnev, je bil ubit in obglavljen, njegova glava pa je bila izpostavljena sramoti na bojnem polju. Okoli 700 ujetnikov so zmagovalci obglavili.
Vihman Mlajši je pobegnil k Zahodnim Frankom, kjer je še naprej koval načrte za maščevanje. S porazom v bitki pri Raxi se je upor Slovanov končal.
Knez Nakon se je po Stojgnevovi smrti uklonil Nemcem in verjetno sprejel krščanstvo, čemur je sledilo približno trideset let miru, v katerem so bili po besedah severnonemškega kronista Adama Bremenskega Slovani pokristjanjeni.
Nakon in njegovi nasledniki so živeli v Mecklenburgu, Starigardu, Starem Ljubetcu in Lenzenu (Lunkini).
Arabski popotnik in avtor potopisnih zapisov Ibrahim ibn Jakub (okoli 912-966) je zapisal, da je Nakon posedoval trdnjavo z imenom Garad, "zgrajeno na jezeru s sladko vodo". Isti kronist je Nakona štel za enega od štirih slovanskih kraljev.
Nakonova naslednika sta bila sinova Mstivoj in Mstidrag, ki sta zavrnila krščanstvo in se znova uprla Sasom.

## Opomba
1. ↑  V srednjeveških kronikah Vidukinda iz Corveyja in Thietmarja iz Merzeburga se pri opisu dogodkov iz leta 955 omenja knez Obodritov, takrat morda nekdanji kralj. Helmold iz Bosaua, ki je po drugi strani citiral Adama iz Bremna, je v tem kontekstu omenil tri slovanske kneze, Mečislava, Nakona in Zederiha, ki so živeli približno v istem obdobju. Možno je, da je imel tukaj v mislih Nakona, toda že ko govori o dogodkih v prvi polovici 60. let 10. stoletja, Thietmar iz Merzeburga namesto o Nakonu piše o Mistuju.

## Sklic
1. ↑  Małecki, Jan Marian. A history of Kraków for everyone. str. 18,